# Saint-Éloi-de-Fourques
Saint-Éloi-de-Fourques es una comuna francesa, situada en el departamento de Eure, en la región de Alta Normandía.